# Orosz–osztrák–török háború (1735–1739)
Az orosz–osztrák–török háború (1735–1739) egyik részről az Orosz Birodalom és szövetségese, a Habsburg Birodalom, másik részről az Oszmán Birodalom és vazallusa, a Krími Kánság között lezajlott fegyveres konfliktus. A háború kiváltó oka egyrészt Oroszország beavatkozása volt a lengyel trónutódlásba, másrészt a törökök Perzsia elleni hadjárata és a krími tatárok ukrajnai portyázásai. Ezenfelül az Orosz Birodalom megpróbálta érvényre juttatni régi törekvését, a kijutást a Fekete-tengerre.

## Előzmények
Az orosz–török kapcsolatok I. Katalin és II. Péter cár idejében békésnek voltak mondhatók. A két hatalom viszonya Anna cárnő idejében éleződött ki, mikor az Orosz Birodalom érvényesítette befolyását a megürült lengyel trón öröklését illetően, a Porta viszont hivatkozott az I. Péter idejében megkötött szerződésre, melyben a cár kötelezettséget vállalt, hogy nem avatkozik Lengyelország ügyeibe. Erős Ágost 1733-as halála után orosz és osztrák támogatással a fia, III. Ágost lett a lengyel király, ám a trónra igényt tartott Stanisław Leszczyński is, akinek XV. Lajos francia király ígért segítséget. Konstantinápolyban a francia követ, de Villeneuve márki minden befolyását latba vetette, hogy rávegye a szultánt is egy oroszellenes beavatkozásra. Sikerült megbuktatnia a nagyvezírt, Ali pasát, aki az oroszokkal való béke híve volt. Helyére a merész, de tapasztalatlan Iszmail pasa került.   
A háború másik indoka az észak-kaukázusi kabardok kérdése volt, akik tárgyalásokat folytattak Szentpétervárral arról, hogy elszakadnak a Krími Tatár Kánságtól és a cárnak esküdnek hűséget.  
A harmadik indok pedig az volt, hogy az éppen zajló török–perzsa háború során a krími tatárok orosz területen haladtak át és véres összetűzésekbe keveredtek a helyi lakossággal. 
1734-ben a konstantinápolyi orosz követet, a háborúra való felkészülést sürgető Nyepljujev vajdát visszahívták, 1735-ben pedig Ostermann gróf, a cár alkancellárja levelet intézett a nagyvezírhez, felsorolva benne azokat a tevékenységeket, amelyekkel szerinte az Oszmán Birodalom megsértette országaik békés viszonyának feltételeit. A levélre nem kapott kielégítő választ, mire Oroszország bejelentette a két ország közötti hadiállapotot. 
Ausztria az 1735-ben végződő  lengyel örökösödési háborúban elsősorban Itáliában komoly területi veszteségeket szenvedett, ezt a presztízsén esett csorbát szerette volna a balkáni hódítással kiköszörülni, valamint viszonozni a lengyel háborúban a Rajna-vidéken kapott orosz segítséget.  Másrészről azt is meg akarta akadályozni, hogy egy győztes Oroszország túl nagy befolyásra tegyen szert a Balkánon, így az 1726-ban kötött szövetségre hivatkozva 1737-ben belépett a háborúba az Oszmán Birodalom ellen.

## A háború lefolyása

### Hadi események 1735-ben

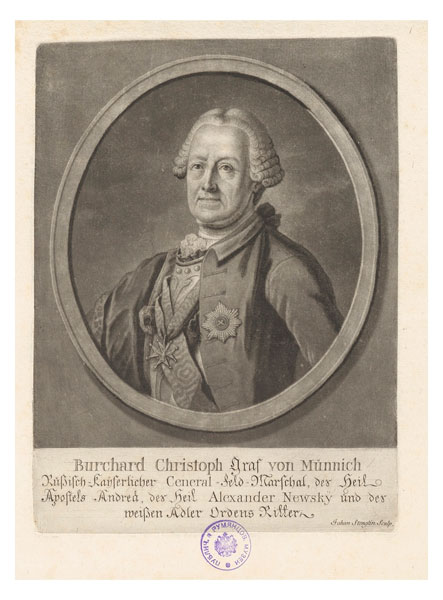
Von Münnich tábornagy

A hadüzenettel egyidejűleg visszahívták a Lengyelországban állomásozó von Münnich marsallt (tábornagyot), hogy dolgozza ki a déli hadjárat részleteit. A marsall betegsége miatt a kezdeti hadmozdulatokat Mihail Leontyjev tábornok vezette, aki a nyár végére ért Dél-Ukrajnába. és bár a határvidéken élő nogáj tatárokat legyőzte, a Krímig nem ért el, mert víz- és élelmiszerhiány miatt kénytelen volt visszafordulni Ukrajnába. Ezután a felgyógyult von Münnich vette át az orosz hadsereg parancsnokságát és elkezdte előkészíteni a következő év tavaszán indítandó hadjáratot.

### Hadi események 1736-ban

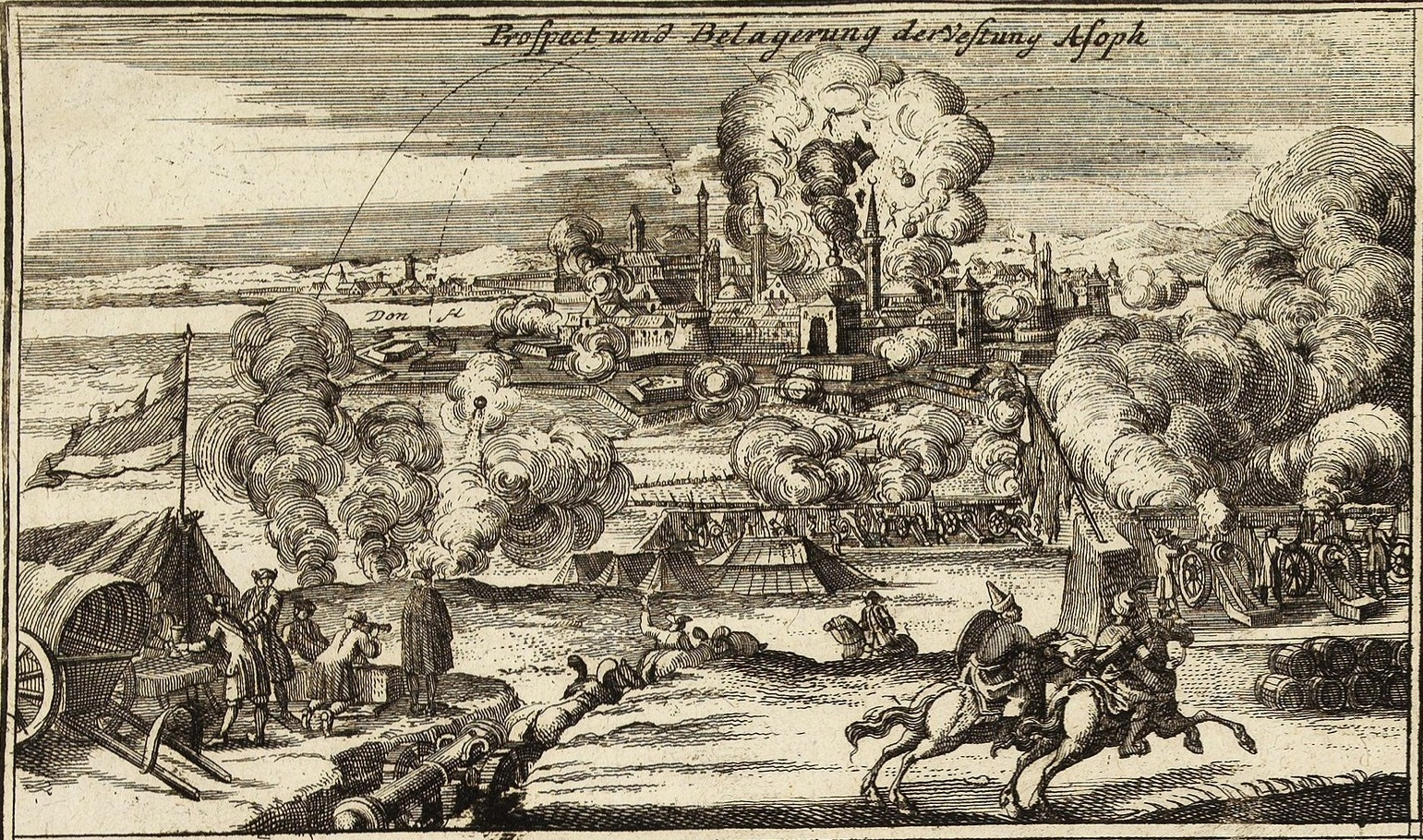
Azov ostroma 1736-ban.

Az orosz hadsereget két részre osztották, a fősereg a Dnyeper mentén a Krím felé indult, míg a kisebbik, keleti hadtest Azovot ostromolta meg. Von Münnich az utóbbi vezetését tartotta meg és meglepően gyorsan odaért a céljához, és kevés veszteséggel sikerült elfoglalnia az Azovot védő Ljutyik-erődöt. A marsall ezután átadta a parancsnokságot az erősítéssel megérkező Levasov tábornoknak, ő maga pedig visszatért a fősereghez. Bár a fő kontingens még nem volt teljes készültségben, az április 18-án megérkező von Münnich 62 000 emberrel megindult dél felé és május 28-án elérte a Krím-félsziget keskeny bejáratát védő Perekop erődjét, amit június 1-én rohammal elfoglaltak. A marsall ezután egy külön hadtesttel a félsziget belsejébe vonult ahol elfoglalta és kirabolta a kán székhelyét, Bahcsiszerájt, ám azután csapatai kimerültsége és a kitört járvány miatt július 17-én kénytelen volt visszafordulni Perekopba, majd augusztus 28-án az erőd lerombolása után visszatértek Ukrajnába. Bár döntő csatákat nem vívtak, a járványokban és a tatárok zaklatásainak következményeként az oroszok majd 30 000 embert veszítettek.
Eközben az Azovot ostromló kontingens élére májusban kinevezett Lacy marsall július 8-ra sikeresen elfoglalta a várost. Itt helyőrséget hagyott, majd a fősereg megsegítésére indult, ám útközben megkapta a hírt, hogy von Münnich visszavonult a Krímről. Az év őszén és telén a krími tatárok bosszúból fosztogató portyákat indítottak az ukrán határvidék lakossága ellen, ám az elhurcolt foglyokat a doni kozákok kiszabadították. Von Münnich 70 000 főre erősítette meg a hadsereget és előkészítette a következő évben indítandó hadjáratot Ocsakov erődjének bevételére.

### Hadi események 1737-ben

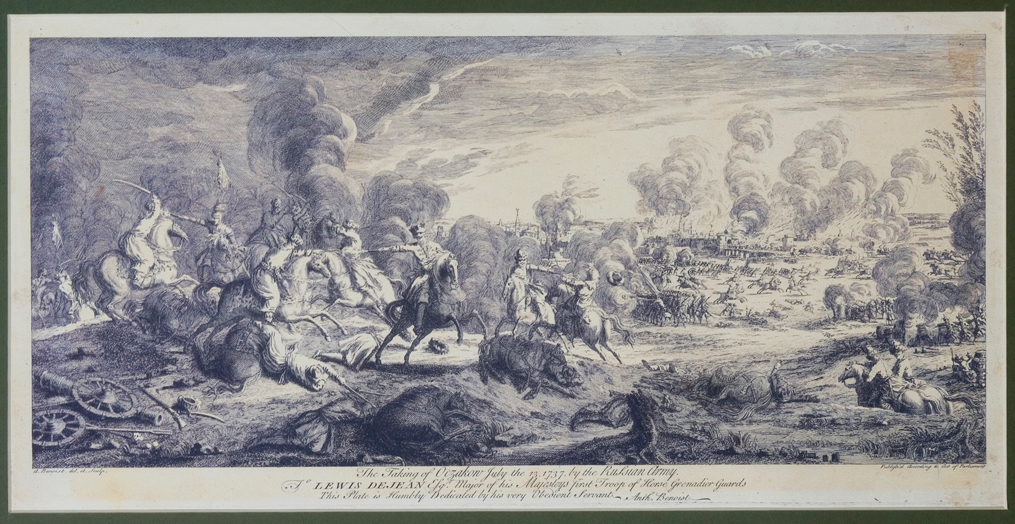
Ocsakov bevétele 1737-ben.

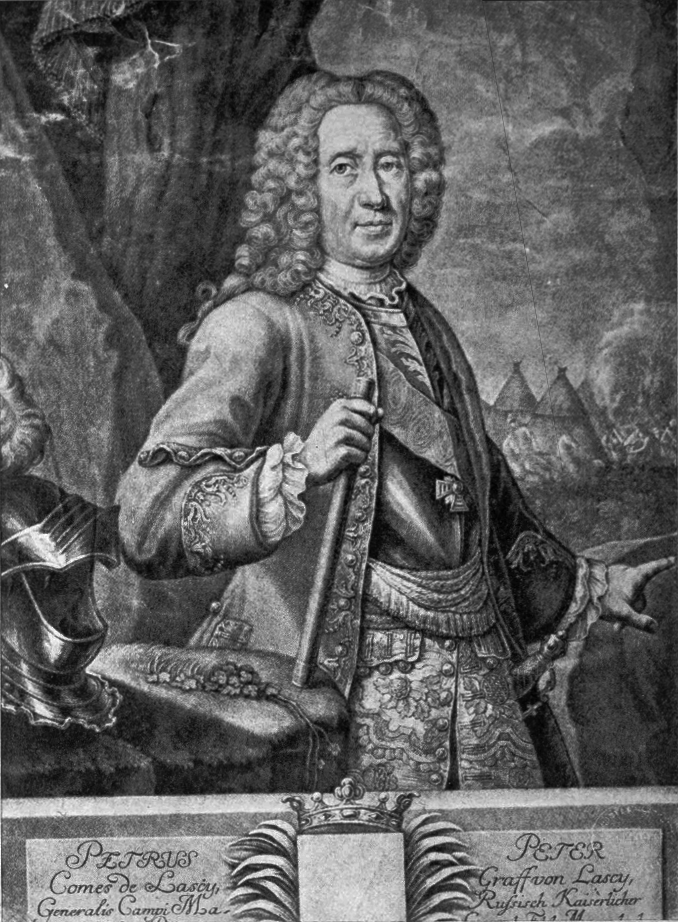
Peter von Lacy tábornagy

Ukrajna: Ez a hadjárat 1737 áprilisában indult és a 20 000 török által védett Ocsakovot július 2-ára foglalták el. Közben Lacy marsall a tatárok által sietve újból megerősített Perekopot megkerülve 40 000 emberrel átkelt a sekély, sásos-nádas Szivason át a Krím-félszigetre. Itt néhány kisebb települést elfoglalt, ám az újraéledő járvány miatt, és mert a tatárok utánpótlását fenyegették, Perekopon át októberre visszatért Ukrajnába. 
Von Münnich további tevékenységét megakasztotta a törökök ellentámadása Ocsakovnál, amit sikeresen visszavertek ugyan, de az időveszteség miatt a marsall az év további részére visszatért a cári területekre. Akárcsak az előző évben, az orosz hadseregnek nagy károkat okozott a csapnivaló szervezés, hanyagság és korrupció ami lelassította az utánpótlás érkezését. A téli szállásra való visszavonulás közben a lovak elhullása miatt a tüzérség jelentős részét kénytelenek voltak Ocsakovban és a Bug-menti Andrejevszkij-erődben hagyni. 
Balkán: A Balkánon az osztrák hadak (80 000 katona, 36 000 ló és 50 000 népfelkelő) Lotaringiai Ferenc hercegnek, Mária Terézia férjének vezényletével július 12-én lépték át a török határt. A fősereg Friedrich Heinrich von Seckendorff tábornagy vezetésével augusztus elejére megszállta Ništ, két kisebb kontingens pedig von Wallis marsall vezetésével Havasalföldre tört be, illetve von Hildburghausennel az élén július 23-án Banja Lukát vette ostrom alá. Augusztus 4-én azonban a Száva mögött túlerőben lévő török sereg tűnt fel, Seckendorffot visszavonulásra kényszerítve. A fősereg Vidin elfoglalására küldött része is vereséget szenvedett  a radujevaci csatában (a Duna partján), visszavonult és egyesült a Havasalföldről visszatérő balszárnnyal. Az osztrákok nyugat felé vonulva elfoglalták Užicét, és ostrom alá vették a Drina-menti Zvornikot is. Időközben azonban a törökök visszavették Ništ, és elvágással fenyegették az osztrák hadtesteket, így azok inkább visszatértek Szerbia osztrák fennhatóságú részére.

### Hadi események 1738-ban

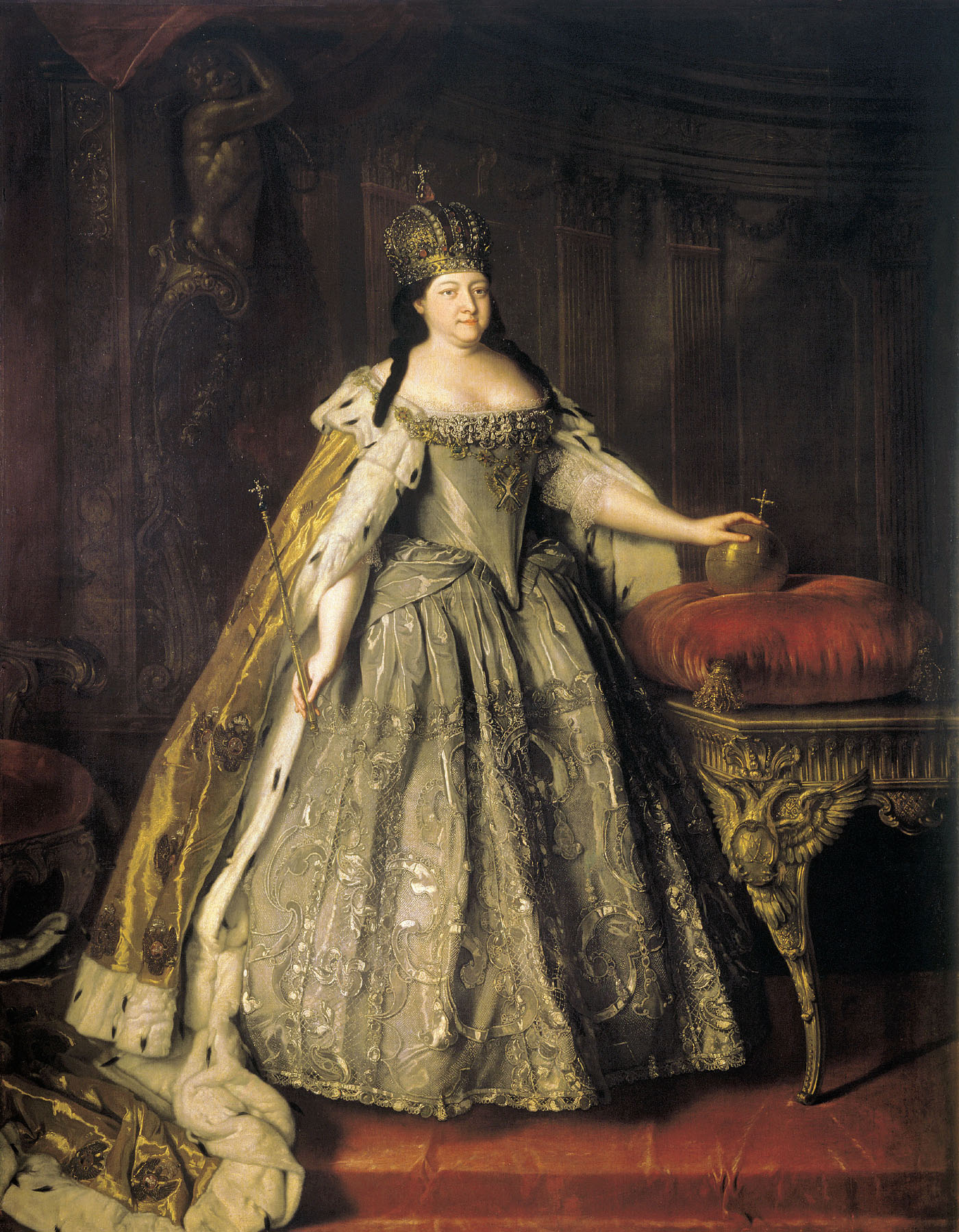
Anna cárnő. Louis Caravaque festménye, 1730.

Ukrajna: A következő év balszerencsésnek bizonyult az orosz–osztrák szövetség számára. Von Münnich nem tudta feltölteni az előző évben megfogyatkozott létszámát. Ennek ellenére nagy nehézségekkel eljutott a Dnyeszterig, de ott megtudván, hogy a túloldalon erős török sereg állomásozik és Besszarábiában pestisjárvány is dúl, nem kockáztatta meg az átkelést és visszafordult. Vonulása során a víztelen, sivár terepen, tatár portyázók által zaklatva, érzékeny veszteségeket szenvedett el. 
Eközben Lacy újból a Krím-félszigetet dúlta fel, ám a török flottának sikerült megakadályoznia, hogy megkapja utánpótlását, így augusztus végére ő is visszavonult.
Balkán: Az osztrák balkáni erők főparancsnokságát a bécsi Haditanács vezetője, Lothar von Königsegg-Rothenfels gróf tábornagy vette át. A császári csapatok ebben az évben defenzívára kényszerültek. A szultán hadseregét nem sokkal a háború előtt megreformálták, többek között a török szolgálatba lépett francia tiszt, Claude de Bonneval segítségével. Az új típusú tüzérség segítségével sorra vették vissza a szerbiai erődöket. Májusra megszállták a Bánátot és ostrom alá vették Mehádiát. A Duna-menti erődök védelmére koncentráló Königsegg tábornagy Pancsovánál és a közép-szerbiai Račánál előnyre tett szert, de az év végére Mehádia, Orsova és több más város is a törökök kezére került.

### Hadi események 1739-ben

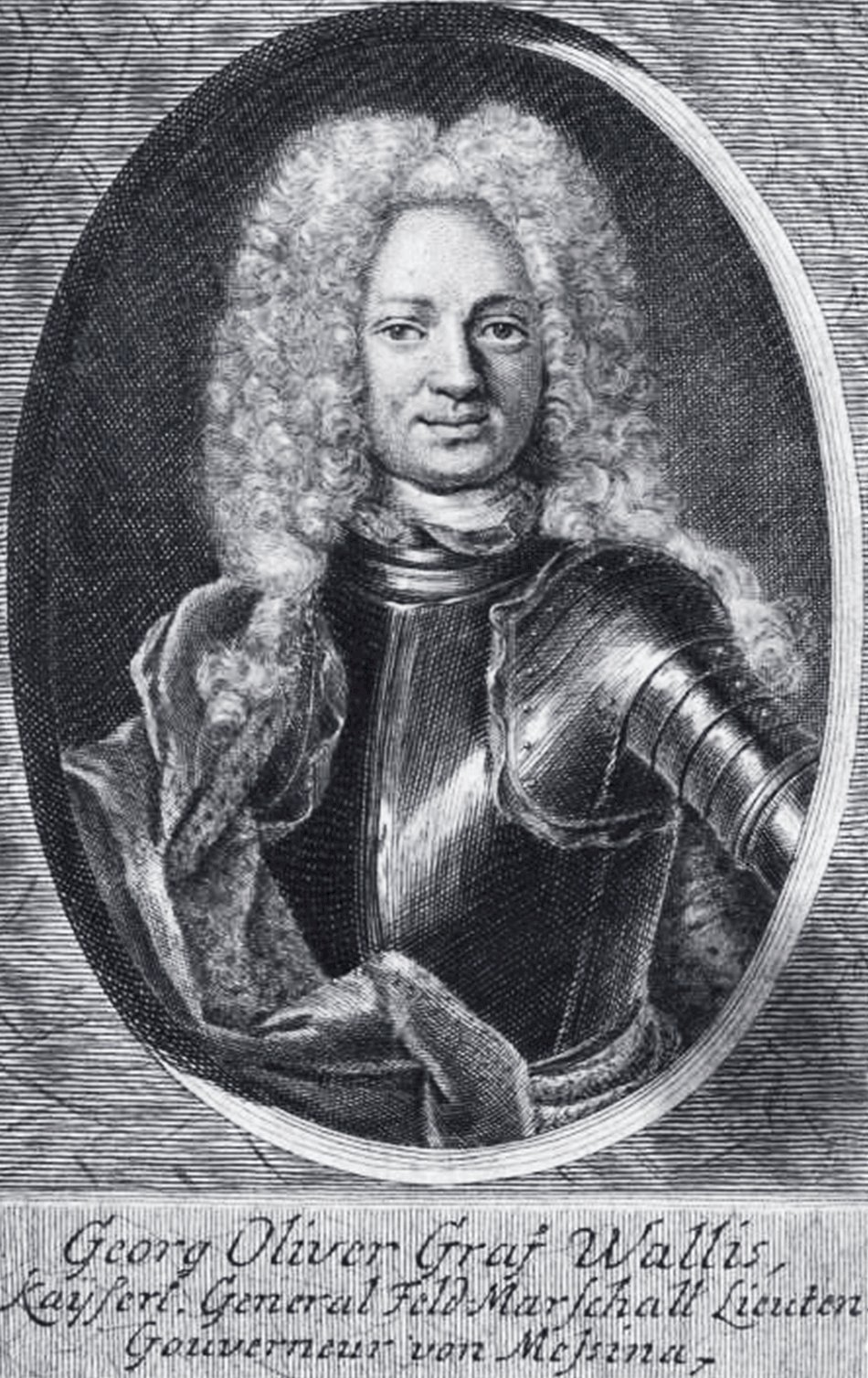
Georg von Wallis császári tábornagy

Ukrajna: A járvány miatt gyorsan fogyatkozott az ocsakovi orosz helyőrség, ezért innen visszavonták a csapatokat. Von Münnich megkapta az erősítését de csak júniusban tudott átkelni a Dnyeperen és augusztus közepén újra a Dnyeszternél volt. A folyón átkelve augusztus 28-án Sztavucsaninál fényes győzelmet aratott egy kilencvenezres török hadtest fölött és elfoglalta Hotin erődjét a Dnyeszter partján. Szeptember 1-én az orosz csapatok megszállták Iaşit. 
Balkán: Az osztrák hadvezetésben újabb személycsere történt, ezúttal Georg von Wallis tábornagy vette át a főparancsnokságot. Pancsovánál 60 000 emberrel átkelt a Dunán, és dél felé nyomult. Július 22-én találkozott az oszmánok hadseregével és Belgrád mellett, Grockánál súlyos vereséget szenvedett. Von Wallis ezután az őt üldöző törökökkel harcolva visszavonult a Duna mögé, a szultán hadserege pedig ostrom alá vette Belgrádot. A császár ekkor elkezdte a béketárgyalásokat, és szeptember 1-én előzetes különbékét kötöttek, amellyel nehéz helyzetbe hozták a sokkal sikeresebb orosz szövetségesüket.

## A belgrádi béke
Bár az oroszok a saját hadszínterükön fölényben voltak, a Habsburg Birodalom komoly veszteségeket szenvedett. Hosszas előtárgyalások után 1739 szeptemberében Belgrádban békét kötöttek az Oszmán Birodalommal. Az oroszok megtarthatták Azovot, de annak erődítményeit le kellett rombolniuk, nem tarthattak flottát a Fekete-tengeren és kereskedelmüket csak török hajókon keresztül végezhették. A béke a török félnek kedvezett, Oroszország – Azov kivételével – minden hódítását elvesztette.
A Habsburg Birodalom elvesztett olyan jelentős területeket, amiket az 1718-as pozsareváci békében szerzett az Oszmán Birodalomtól: Olténiát (a Craiovai Bánságot), Bosznia északi határvidékét. De ami a legsúlyosabb csapás volt, át kellett adnia a Szerb Királyságot Belgráddal együtt és a Dunától délre fekvő bánsági területeket. Csak a Bánságot tarthatta meg, de Orsova nélkül.
A belgrádi béke orosz részről az 1774-es kücsük-kajnardzsi béke megkötéséig maradt érvényben.
Orsova (és pár likai, horvát-bosnyák határvidéki falu) csak az utolsó, 1787–1791-es Habsburg–török háborút lezáró szisztovói békeszerződésben került vissza a Habsburg Birodalom katonai határőrvidékéhez.

## Fordítás
- Ez a szócikk részben vagy egészben  a(z)   Русско-турецкая война (1735—1739) című orosz Wikipédia-szócikk ezen változatának fordításán alapul.  Az eredeti cikk szerkesztőit annak laptörténete sorolja fel. Ez a jelzés csupán a megfogalmazás eredetét és a szerzői jogokat jelzi, nem szolgál a cikkben szereplő információk forrásmegjelöléseként.
- Ez a szócikk részben vagy egészben  a   Russisch-Österreichischer Türkenkrieg (1736–1739) című német Wikipédia-szócikk ezen változatának fordításán alapul.  Az eredeti cikk szerkesztőit annak laptörténete sorolja fel. Ez a jelzés csupán a megfogalmazás eredetét és a szerzői jogokat jelzi, nem szolgál a cikkben szereplő információk forrásmegjelöléseként.